# IT-Systemhaus der Bundesagentur für Arbeit

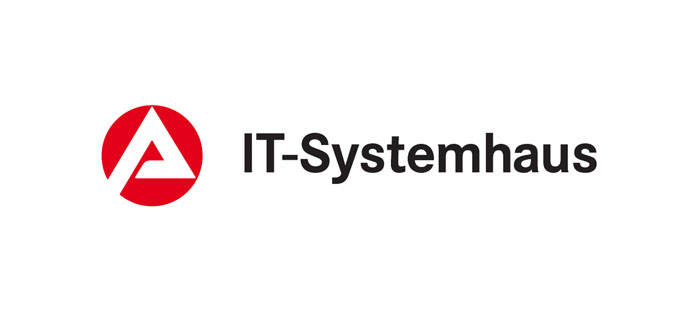
Logo des IT-Systemhauses der Bundesagentur für Arbeit

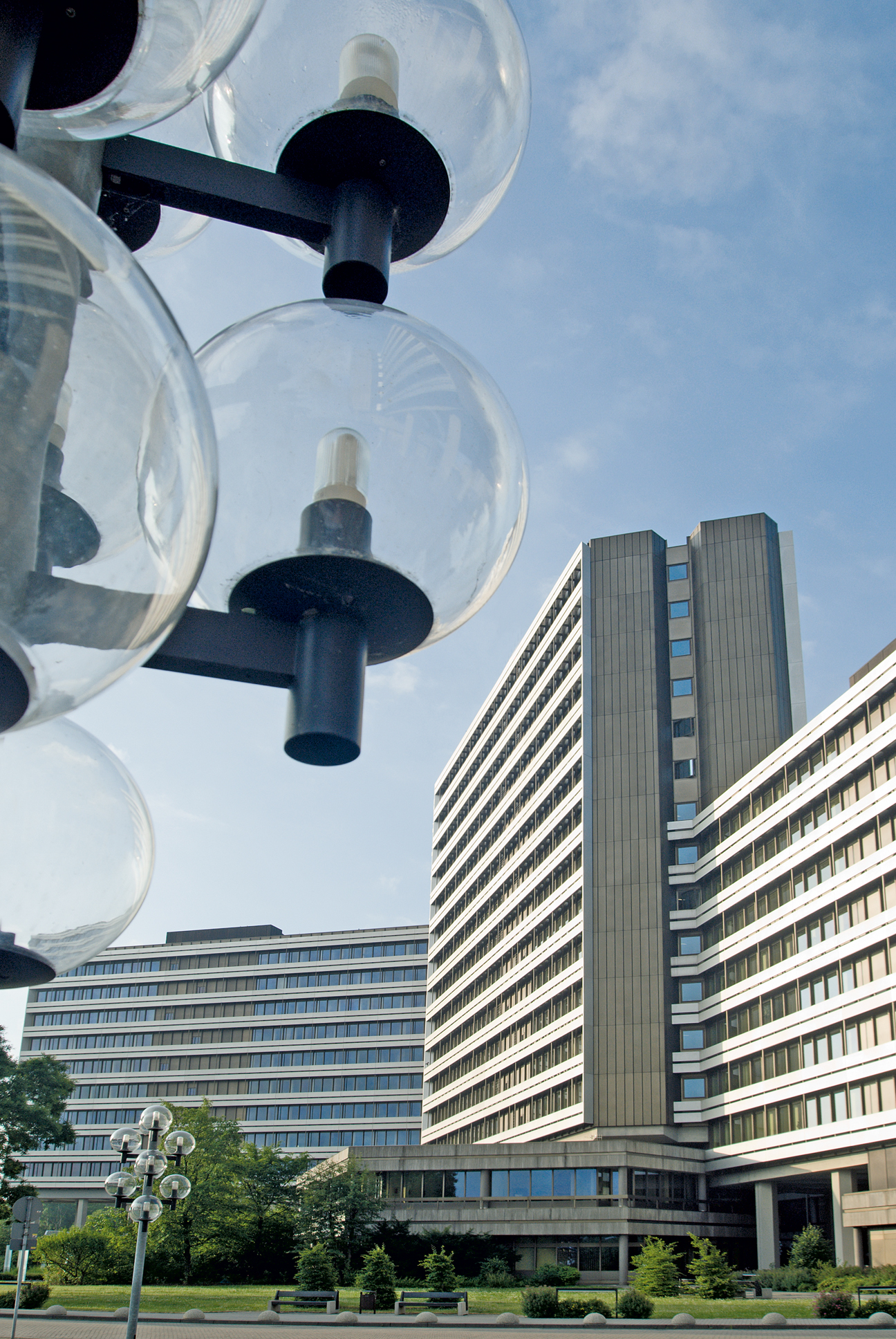
Ansicht Zentrale der Bundesagentur für Arbeit

Das IT-Systemhaus ist eine besondere Dienststelle der Bundesagentur für Arbeit (BA). Es befindet sich in Nürnberg, im Verwaltungszentrum der BA sowie in verschiedenen Auslagerungen im Stadtgebiet. Das IT-Systemhaus bedient auf 185.000 vernetzten PC-Arbeitsplätzen Anwender beispielsweise in den Agenturen für Arbeit (AA) sowie den Jobcentern/gemeinsame Einrichtungen. Dazu gehört auch eine leistungsfähige Infrastruktur, ein Kommunikationsnetzwerk und Rechenzentren. Die BA-Informationstechnik betreibt damit eine der größten IT-Landschaften Deutschlands und entwickelt diese weiter.

## Organisationsaufbau der BA-Informationstechnik
Die BA-Informationstechnik setzt sich zusammen aus der IT-Steuerung, die organisatorisch der Zentrale der BA zugeordnet ist und dem IT-Systemhaus. Insgesamt sind bei der BA-Informationstechnik rund 2.000 Mitarbeiter beschäftigt.

### IT-Steuerung in der Zentrale der BA
Die IT-Steuerung ist für die strategische Steuerung und die Weiterentwicklung der Informationstechnik innerhalb der BA verantwortlich. Sie übernimmt die geschäftspolitischen Führungsaufgaben der strategischen IT-Planung und Steuerung. Daneben nimmt sie das IT-Anforderungsmanagement wahr und trägt die Verantwortung für IT-Sicherheitsangelegenheiten. Gegenüber dem Vorstand, dem Verwaltungsrat und externen Institutionen vertritt sie die IT und ist organisatorisch der Zentrale der BA zugeordnet. 

### IT-Systemhaus
Das IT-Systemhaus ist der operative IT-Dienstleister der BA und organisatorisch von der IT-Steuerung (in der Zentrale der BA) getrennt. Die jeweiligen Bedarfsträger in der Zentrale der BA werden dabei als Kunden des IT-Systemhauses angesehen. Das IT-Systemhaus erbringt seine Service-Leistungen zeitnah und in einer mit dem Kunden vereinbarten Qualität und stellt einen umfassenden Betreuungs-Service für IT-Anwender zur Verfügung. 
Das IT-Systemhaus gliedert sich in die Bereiche Systementwicklung und IT-Produktion. In der Systementwicklung werden anhand der Vorgaben der IT-Steuerung in der Zentrale auf die Geschäftsprozesse abgestimmte Fachanwendungen entwickelt. Neben dem für Behörden vorgegebenen Wasserfallmodell nutzt die Systementwicklung zunehmend agile Methoden wie beispielsweise Scrum, um schnell und flexibel auf die Bedarfe der BA und des Marktes reagieren zu können. Der Bereich IT-Produktion betreibt diese Fachanwendungen und alle dazu notwendige Infrastruktur. Dazu gehören auch umfassende IT- und Kommunikationslösungen.  Im Produktionsbereich wird derzeit eine private Cloud Infrastruktur aufgebaut und weiterentwickelt. Mit der BA private Cloud wird eine Basis geschaffen, dem Kunden IT-Infrastrukturen schnell, flexibel und bedarfsgerecht bereitzustellen. Für die Anwender werden bundesweit einheitliche Standardleistungen und Service-Levels angeboten. Für Anwender mit speziellen Anforderungen, wie z. B. Service-Center, wird ein individuelles Dienstleistungsportfolio inklusive Sonder-SLAs (Service-Level-Agreement) vorgehalten. 

### Vorsitzender der Geschäftsführung des IT-Systemhauses
- von Januar 2006 bis Juni 2014: Klaus Vitt
- von Juli 2014 bis September 2020: Martin Deeg
- von Oktober 2020 bis September 2021: Eugen Bayerlein (kommissarisch)
- seit Oktober 2021: Stefan Latuski[3]

## Aufgaben
Das IT-Systemhaus ist als IT-Dienstleister der Bundesagentur für Arbeit mit folgenden Aufgabengebieten betraut: 
- Entwicklung und Betrieb von IT-Verfahren
- Erstellung von IT- und Kommunikationslösungen

Das IT-Systemhaus erzeugt monatlich 11 Mio. Postsendungen und 56 Mio. Druckseiten. Monatlich werden mit rund 18,2 Mio. Überweisungen 11,77 Mrd. Euro bewegt. Außerdem werden durchschnittlich 48 Mio. E-Mails versendet.

## Systemlandschaft

### Clients
Das IT-Systemhaus stellt für die einzelnen Dienststellen 180.000 vernetzte Arbeitsplatz-PC, Telekommunikationsendgeräte und die dazugehörige Infrastruktur zur Verfügung. Dazu kommen 13.000 SIE-Arbeitsplätze (Selbst-Informations-Einrichtung).

### Server
Die BA-Informationstechnik betreibt 20.000 Server. 

### Kommunikationsnetz
Sämtliche Rechenzentren sowie die 1.680 angebundenen Liegenschaften sind über ein modernes Weitverkehrsnetz miteinander und über Inhouse-Netze mit den Client-Arbeitsplätze verbunden, über die sämtliche interne und externe Kommunikation abgewickelt wird. Dafür werden etwa 13.200 Netzwerkkomponenten benötigt.

### Rechenzentren
Die BA-Informationstechnik betreibt drei hochverfügbare zentrale Rechenzentren am Standort Nürnberg. 